# BrahMos
Le BrahMos est un missile de croisière supersonique pouvant être lancé à partir d'un sous-marin, d'un bâtiment de surface, d'un avion ou d'une station terrestre. Développé conjointement par l'Inde (Defence Research and Development Organisation) et la Russie (NPO Machinostroïenia), qui ont créé à cette fin une société commune, BrahMos Aerospace Private Limited.
Il tire son nom du Brahmapoutre, fleuve indien, et de la Moskova, fleuve russe. Sa vitesse de croisière est d'environ Mach 2,5-2,8, ce qui le rend trois fois et demi plus rapide que le missile subsonique américain Harpoon. Une version hypersonique de ce missile est actuellement en développement, le BrahMos-II.
Malgré les demandes indiennes pour que le Brahmos soit basé sur un missile de moyenne portée, le P-700 Granit, la Russie a opté pour un développement sur la base d'un missile de courte portée, le P-800 Oniks, afin de respecter les stipulations du Régime de contrôle de la technologie des missiles dont elle est partie prenante.

## Historique
Missile destiné à la lutte antinavire, le BrahMos a une portée opérationnelle de 300 kilomètres dans un profil de vol "Haute-basse altitude" mais seulement 120 km dans un profil de vol rasant la mer et est entré en service en novembre 2006 au sein de l'arsenal indien[réf. souhaitée]. Des tirs d'essai ont montré qu'il pourrait être intercepté par des navires disposant d'un système de défense anti-missile de dernière génération tels que ceux des frégates de la classe Horizon ou Destroyer T45,
En mars 2017, Sudhir Kumar Mishra, PDG de BrahMos, annonce que des modifications ont été effectuées à la fois logicielles et sur la miniaturisation du matériel. Un essai d'une version pouvant atteindre 450 km a été effectué le jour de cette annonce sur une distance réelle de plus de 400 km. Les futurs développements prévoient une version pouvant atteindre 900 km à la fin 2019.
En novembre 2017, l'armée indienne a lancé avec succès un missile BrahMos d'une portée de 290 km à Mach 3, et d'un poids de 2,5 tonnes depuis un avion Sukhoi-Su-30. L'Inde prépare depuis 2016 une version améliorée pouvant parcourir 450 km. Le Su-30 a été modifié par la division Nasik d'Hindustan Aeronautics afin de pouvoir porter ce type de missile. La version aéronautique pèse 500 kg de moins que les versions navale ou terrestre.

## Opérateurs
- Inde
- Philippines :
  - Marine philippine : trois batteries achetées en 2022 pour le régiment de défense côtière du corps des Marines philippin[6].
  - Armée philippine : deux batteries de 3 TEL missiles[7] censées être opérationnelles à partir de 2024 au sein du 1st Land-based Missile System Battery (1LBMS Btry) Army Artillery Regiment (AAR) activé en octobre 2019[8]. L'accord-cadre pour une version ayant une portée de 290 km est signé le 2 mars 2021[9].